# Großvichtach
Großvichtach (bis 1875 Vichtach) ist ein Gemeindeteil des Marktes Marktrodach im oberfränkischen Landkreis Kronach in Bayern.

## Geographie
Das Dorf Großvichtach liegt im Tal der Losnitz an der Bundesstraße 303, die über Kleinvichtach nach Oberrodach zur B 173 (1,2 km nordwestlich) bzw. an Waldbuch nach Seibelsdorf (2,6 km südöstlich) verläuft.

## Geschichte
Großvichtach wurde erstmals 1260 als „Vichtach“ erwähnt.
Gegen Ende des 18. Jahrhunderts gab es in Großvichtach 14 Anwesen (8 Ganzhöfe, 3 Halbhöfe, 2 Viertelhöfe, 1 Sölde) und ein Gemeindehirtenhaus und eine Gemeindeschmiede. Das Hochgericht sowie die Dorf- und Gemeindeherrschaft übte das bayreuthische Vogteiamt Seibelsdorf aus. Das bayreuthische Kastenamt Kulmbach war alleiniger Grundherr der Anwesen.
Von 1797 bis 1808 unterstand der Ort dem Justiz- und Kammeramt Kulmbach, das bis 1804 unter preußischer Verwaltung stand und danach bayerisch wurde. Mit dem Ersten Gemeindeedikt wurde Großvichtach dem 1808 gebildeten Steuerdistrikt Zeyern zugewiesen. Mit dem Zweiten Gemeindeedikt entstand 1818 die Ruralgemeinde Großvichtach, zu der Kleinvichtach gehörte. Sie war in Verwaltung und Gerichtsbarkeit dem Landgericht Kronach zugeordnet und in der Finanzverwaltung dem Rentamt Kronach, 1919 in Finanzamt Kronach umbenannt. Ab 1862 gehörte Großvichtach zum Bezirksamt Kronach, 1939 in Landkreis Kronach umbenannt. Die Gerichtsbarkeit blieb beim Landgericht Kronach, 1879 in das Amtsgericht Kronach umgewandelt. Die Gemeinde hatte eine Fläche von 3,437 km².
Am 1. Mai 1978 wurde Großvichtach im Zuge der Gebietsreform in Bayern in die neu gebildete Gemeinde Marktrodach eingegliedert.

### Baudenkmäler
- Haus Nr. 11: Ehemaliges Forsthaus, jetzt Wohnhaus
- Haus Nr. 19: Wohnstallhaus
- Haus Nr. 22: Ehemaliges Großbauernhaus

Die folgenden Häuser listete Tilmann Breuer in dem Buch Landkreis Kronach von 1964 mit ihren ursprünglichen Hausnummern auch als Kunstdenkmale auf. Sie werden in der Denkmalschutzliste nicht geführt, da sie entweder nicht aufgenommen, abgebrochen oder stark verändert wurden.
- Haus Nr. 1: Zweigeschossiger, verputzter Wohnstallbau mit Satteldach, ehemals Walmdach. Eckpilaster, Rahmungen und Gurtgesims aus Sandstein. Der Scheitelstein der Wohnungstür bezeichnet „1844“, darüber die Inschrift „Andreas Stumpf“ und ein profiliertes Sturzgesims. Zugehöriger Stadel mit zur Hälfte abgewalmtem Mansarddach aus der ersten Hälfte des 19. Jahrhunderts.[11]
- Haus Nr. 2: Zweigeschossiger, verputzter Wohnstallbau mit Halbwalmdach; Eckpilaster, Gurtgesims und Rahmungen aus Sandstein, der Scheitelstein der Wohnungstür ist bezeichnet mit „1823“, darüber befindet sich die Inschrift „Johann Backer“ und ein profiliertes Sturzgesims.[11]

### Einwohnerentwicklung

#### Gemeinde Großvichtach
| Jahr      | 1818  | 1840   | 1852   | 1855   | 1861   | 1867   | 1871   | 1875   | 1880   | 1885   | 1890   | 1895   | 1900   | 1905   | 1910   | 1919   | 1925   | 1933   | 1939   | 1946   | 1950   | 1952   | 1961  | 1970   |
| Einwohner | 179   | 196    | 201    | 231    | 237    | 230    | 236    | 225    | 249    | 264    | 273    | 264    | 247    | 250    | 265    | 269    | 263    | 248    | 223    | 359    | 376    | 369    | 325   | 298    |
| Häuser    | 33    |        |        |        |        |        | 39     |        |        | 47     | 42     |        | 44     |        |        |        | 49     |        |        |        | 45     |        | 54    |        |
| Quelle    | [ 8 ] | [ 13 ] | [ 13 ] | [ 13 ] | [ 14 ] | [ 15 ] | [ 16 ] | [ 17 ] | [ 18 ] | [ 19 ] | [ 20 ] | [ 13 ] | [ 21 ] | [ 13 ] | [ 22 ] | [ 13 ] | [ 23 ] | [ 13 ] | [ 13 ] | [ 13 ] | [ 24 ] | [ 13 ] | [ 9 ] | [ 25 ] |

#### Ort Großvichtach
| Jahr      | 001818 | 001861 | 001871 | 001885 | 001900 | 001925 | 001950 | 001961 | 001970 | 001987 |
| Einwohner | 120    | 153    | 159    | 194    | 179    | 159    | 248    | 200    | 204    | 175    |
| Häuser    | 21     |        |        | 31     | 29     | 30     | 27     | 34     |        | 47     |
| Quelle    | [ 8 ]  | [ 14 ] | [ 16 ] | [ 19 ] | [ 21 ] | [ 23 ] | [ 24 ] | [ 9 ]  | [ 25 ] | [ 1 ]  |

## Religion
Der Ort ist seit der Reformation evangelisch-lutherisch geprägt und nach St. Andreas in Seibelsdorf gepfarrt. Die katholische Minderheit ist nach St. Leonhard in Zeyern gepfarrt.